# Resolutie 719 Veiligheidsraad Verenigde Naties
Resolutie 719 van de Veiligheidsraad van de Verenigde Naties werd unaniem aangenomen op 6 november 1991. De resolutie verlengde de ONUCA-waarnemingsmacht in Centraal-Amerika met bijna zes maanden.

## Achtergrond
Begin jaren 1980 waren de landen Nicaragua, Honduras en ook El Salvador in conflict met elkaar. In Nicaragua voerden allerlei groeperingen een gewapende strijd tegen de overheid. Die groeperingen werden heimelijk gesteund door de Verenigde Staten. Die laatsten gingen ook een overeenkomst aan met Honduras tegen communistische bewegingen in Nicaragua en El-Salvador.
Colombia, Mexico, Panama en Venezuela lanceerden toen de Contadora-groep, een initiatief om de conflicten in Centraal-Amerika te bezweren. Begin 1989 tekenden vijf Centraal-Amerikaanse presidenten, die van Costa Rica, El Salvador, Guatemala, Honduras en Nicaragua een overeenkomst waarin ze democratisering, een staakt-het-vuren en vrije verkiezingen beloofden.
Ze vroegen ook een waarnemingsmacht aan de Verenigde Naties om toe te zien op de uitvoering van de overeenkomst. Die macht, ONUCA, controleerde of de steun aan rebellengroepen was opgedroogd en of de landen nog toelieten dat vanuit hun grondgebied andere landen werden aangevallen. ONUCA bleef actief tot januari 1992.

## Inhoud
De Veiligheidsraad:
- Herinnert aan de resoluties 637, 644, 675 en 691.

1. Keurt het rapport van secretaris-Generaal Javier Pérez de Cuéllar goed.
2. Beslist het mandaat van de VN-waarnemersgroep in Centraal-Amerika te verlengen met een verdere periode van vijf maanden en 23 dagen, tot 30 april 1992.
3. Vraagt de secretaris-generaal op de hoogte te worden gehouden van de vorderingen en voor het einde van het nieuwe mandaat te rapporteren over alle aspecten van de operaties.

## Verwante resoluties
- Resolutie 693 Veiligheidsraad Verenigde Naties
- Resolutie 714 Veiligheidsraad Verenigde Naties
- Resolutie 729 Veiligheidsraad Verenigde Naties (1992)
- Resolutie 730 Veiligheidsraad Verenigde Naties (1992)

Lijst ·  684 ·  685 ·  686 ·  687 ·  688 ·  689 ·  690 ·  691 ·  692 ·  693 ·  694 ·  695 ·  696 ·  697 ·  698 ·  699 ·  700 ·  701 ·  702 ·  703 ·  704 ·  705 ·  706 ·  707 ·  708 ·  709 ·  710 ·  711 ·  712 ·  713 ·  714 ·  715 ·  716 ·  717 ·  718 ·  719 ·  720 ·  721 ·  722 ·  723 ·  724 ·  725